# Wukongopterus
Wukongopterus es un género de pterosaurio basal, que se encuentra en la localidad Liaoning, China, en los Lechos Daohugou, del Jurásico o Cretácico temprano. Se caracteriza por tener a la vez un cuello alargado y una cola larga.
El género fue descrito y nombrado en 2009 por Wang Xiaolin, Alexander Kellner, Shunxing Jiang y Xi Meng. El nombre del género proviene de Sun Wukong, el Rey Mono, el héroe principal de la novela clásica china Viaje al Oeste, y el término griego latinizado pteron, "ala". El nombre específico honra a Li Yutong, preparador principal del Instituto de Paleontología de Vertebrados y Paleoantropología (IVPP).
El género se basa en el holotipo IVPP V15113, un completo pero comprimido esqueleto que carece de la parte posterior y media del cráneo. El individuo tipo parece haber roto su tibia en vida. Su envergadura se estima en 730 milímetros. Wukongopterus puede también haber tenido un uropatagio, una membrana entre las patas traseras.